# NGC 1896
NGC 1896 é um asterismo na direção da constelação de Taurus. O objeto foi descoberto pelo astrônomo William Herschel em 1784, usando um telescópio refletor com abertura de 18,6 polegadas. 